# Petra Lammertová
Petra Lammertová ( 3. března 1984, Freudenstadt, Bádensko-Württembersko) je bývalá německá atletka, jejíž hlavní disciplínou je vrh koulí.

## Kariéra
Svůj první úspěch zaznamenala na juniorském mistrovství Evropy 2003 ve finském Tampere, kde získala bronz. V roce 2005 skončila na halovém mistrovství Evropy v Madridu na čtvrtém místě. V letní sezóně se stala v Erfurtu mistryní Evropy do 23 let. O rok později zůstala pod stupni vítězů také na halovém MS v Moskvě, kde kouli poslala do vzdálenosti 19,21 m. Bronzová Ruska Olga Rjabinkinová hodila kouli jen o tři cm dál.
Na evropském šampionátu ve švédském Göteborgu 2006 vybojovala výkonem 19,17 m bronzovou medaili a prohrála jen s Naděždou Ostapčukovou (stříbro) a Nataljou Choronekovou (zlato) z Běloruska. Na mistrovství světa v atletice 2007 v Ósace skončila ve finále pátá. V roce 2009 se stala v Turíně halovou mistryní Evropy, když ve finále porazila o tři centimetry krajanku Denise Hinrichsovou. Na mistrovství Evropy v atletice 2010 v Barceloně obsadila šesté místo.
V listopadu roku 2010 ukončila kvůli vleklým zdravotním problémům kariéru.

## Osobní rekordy
- hala – 19,66 m – 6. března 2009, Turín
- venku – 20,04 m – 26. května 2007, Zeven